# Чайна (Техас)
Чайна (англ. China) — місто (англ. city) в США, в окрузі Джефферсон штату Техас. Населення — 1260 осіб (2020).

## Географія
Чайна розташована за координатами 30°2′28″ пн. ш. 94°20′15″ зх. д. / 30.04111° пн. ш. 94.33750° зх. д. (30.041140, -94.337606).  За даними Бюро перепису населення США в 2010 році місто мало площу 3,34 км², з яких 3,32 км² — суходіл та 0,02 км² — водойми.

## Демографія
Згідно з переписом 2010 року, у місті мешкало 1160 осіб у 476 домогосподарствах у складі 348 родин. Густота населення становила 347 осіб/км².  Було 520 помешкань (156/км²).
Расовий склад населення:
| - 75,4 % — білих - 20,6 % — чорних або афроамериканців - 0,2 % — корінних американців - 0,1 % — азіатів - 2,0 % — осіб інших рас |

До двох чи більше рас належало 1,7 %. Частка іспаномовних становила 5,7 % від усіх жителів.
За віковим діапазоном населення розподілялося таким чином: 18,6 % — особи молодші 18 років, 65,4 % — особи у віці 18—64 років, 16,0 % — особи у віці 65 років та старші. Медіана віку мешканця становила 42,4 року. На 100 осіб жіночої статі у місті припадало 99,0 чоловіків;  на 100 жінок у віці від 18 років та старших — 95,9 чоловіків також старших 18 років.
Середній дохід на одне домашнє господарство  становив 54 695 доларів США (медіана — 39 861), а середній дохід на одну сім'ю — 61 162 долари (медіана — 55 114). За межею бідності перебувало 22,7 % осіб, у тому числі 27,8 % дітей у віці до 18 років та 21,1 % осіб у віці 65 років та старших.
Цивільне працевлаштоване населення становило 378 осіб. Основні галузі зайнятості: освіта, охорона здоров'я та соціальна допомога — 18,3 %, виробництво — 17,5 %, науковці, спеціалісти, менеджери — 10,3 %, будівництво — 8,5 %.